# Encores
Encores je EP britanskog rock sastava Dire Straits, izdan 1993. godine nedugo nakon objave njihovog albuma uživo On the Night. Iako je izdan kao EP, u mnogim zemljama se našao na glazbenoj listi singlova uključujući Francusku gdje je debitirao na prvom mjestu.

## Popis pjesama
Sve pjesme je napisao Mark Knopfler.
CD maxi izdanje
1. "Your Latest Trick" (uživo) — 5:41
2. "The Bug" (uživo) — 5:24
3. "Solid Rock" (uživo) — 5:20
4. "Local Hero (Wild Theme)" — 4:19

## Glazbene liste
EP Encores je proveo 3 tjedna na glazbenoj listi Ujedinjenog Kraljevstva.

### EP
Napomena: Navedene su glazbene liste za singlove. (vidi gore)
| Godina | Glazbena lista         | Pozicija |
| ------ | ---------------------- | -------- |
| 1993.  | Francuska              | 1.       |
| 1993.  | Nizozemska             | 3.       |
| 1993.  | Norveška               | 10.      |
| 1993.  | Austrija               | 19.      |
| 1993.  | Švicarska              | 20.      |
| 1993.  | Ujedinjeno Kraljevstvo | 31.      |
| 1993.  | Njemačka               | 34.      |
| 1993.  | Australija             | 47.      |